# Глабрион Венанций Фауст
(Глабр?)ион Венанций Фауст (лат. (Glabr?)io Venantius Faustus) — политический деятель раннего Средневековья (V век) при короле Одоакре.
Его имя известно лишь по надписи на предназначавшемся ему сидении в амфитеатре Флавиев. Согласно надписи он был префектом Рима.
После падения Западной Римской империи у целого ряда префектов города Рима невозможно определить точную дату пребывания в должности, известно лишь, что они были префектами до 483 года, одним из них был и Венанций Фауст.
Вне сомнения был связан с Венанцием Северином Фаустом (префект Рима не позднее 483 года).